# 에두아르두 안투니스 코임브라
에두아르두 안투니스 코임브라(1947년 2월 5일 ~ )는 브라질의 은퇴한 축구 선수이다.

## 국가대표 경력
그는 1967년 브라질대표팀에 데뷔했다. 그는 국제 A매치 2경기에 출전했다.

## 통계
| 브라질 | 브라질 | 브라질 |
| 연도   | 출전   | 골     |
| ------ | ------ | ------ |
| 1967   | 2      | 0      |
| 합계   | 2      | 0      |